# Sandra Chicková
Sandra Chicková (* 2. června 1947) je bývalá zimbabwská pozemní hokejistka, členka týmu, který v roce 1980 na olympijských hrách v Moskvě vybojoval zlaté medaile. V turnaji nastoupila ve všech pěti utkáních.
Členkou týmu byla také Sonia Robertsonová její sestra, dvojče.